# 온산로
온산로(Onsan-ro)는 울산광역시 울주군 온산읍 방도리 대덕삼거리와 남구 두왕동 두왕삼거리을 잇는 울산광역시의 도로이다.

## 주요 경유지
울산광역시
- 울주군 (온산읍 · 청량읍) - 남구 (옥동)

## 노선
| 이름                    | 접속 노선                     | 소재지        | 소재지        | 비고          |               |
| 덕신로와 직결           | 덕신로와 직결                 | 덕신로와 직결 | 덕신로와 직결 | 덕신로와 직결 | 덕신로와 직결 |
| ----------------------- | ----------------------------- | ------------- | ------------- | ------------- | ------------- |
| 대덕삼거리              | 공단로                        | 울산광역시    | 울주군        |               |               |
| 에스오일정문 교차로     |                               | 울산광역시    | 울주군        |               |               |
| 석유비축기지앞 교차로   |                               | 울산광역시    | 울주군        |               |               |
| 대한유화앞 교차로       | 방도로                        | 울산광역시    | 울주군        |               |               |
| 정수장입구 교차로       |                               | 울산광역시    | 울주군        |               |               |
| 외항로입구 교차로       | 외항로 회학1길                | 울산광역시    | 울주군        |               |               |
| 처용삼거리              | 개운로                        | 울산광역시    | 울주군        |               |               |
| 홍명고입구 교차로       |                               | 울산광역시    | 울주군        |               |               |
| 신촌마을앞 교차로       | 명봉거남로 용암길             | 울산광역시    | 울주군        |               |               |
| 용암마을 교차로         |                               | 울산광역시    | 울주군        |               |               |
| 청백교삼거리            | 덕정로                        | 울산광역시    | 울주군        |               |               |
| 청백교                  |                               | 울산광역시    | 울주군        |               |               |
| 이지주유소앞 교차로     | 화창1길                       | 울산광역시    | 울주군        |               |               |
| 청량중입구 교차로       | 송전길 화창5길                | 울산광역시    | 울주군        |               |               |
| 현대오일뱅크앞 교차로   | 송전길 화창길                 | 울산광역시    | 울주군        |               |               |
| 장터삼거리              | 덕하장터길                    | 울산광역시    | 울주군        |               |               |
| 읍행정복지센터앞 교차로 | 신덕하3길 신덕하4길           | 울산광역시    | 울주군        |               |               |
| 덕하삼거리              | 덕하로                        | 울산광역시    | 울주군        |               |               |
| 두왕교                  |                               | 울산광역시    | 남구          |               |               |
| 두왕삼거리              | 국도 제14호선 (남창로) 산업로 | 울산광역시    | 남구          |               |               |
| 두왕로와 직결           |                               |               |               |               |               |

## 주요 건물 및 시설
- SK에너지 그린주유소 (울산광역시 울주군 온산읍 온산로 256)
- S-OIL 세명주유소 (울산광역시 울주군 온산읍 온산로 298)
- S-OIL 차사랑주유소 (울산광역시 울주군 청량읍 온산로 317)
- 현대오일뱅크 행복주유소 (울산광역시 울주군 청량읍 온산로 352)
- SK에너지 창일주유소 (울산광역시 울주군 청량읍 온산로 372)
- S-OIL 신촌주유소 (울산광역시 울주군 청량읍 온산로 405)
- GS칼텍스 청량주유소 (울산광역시 울주군 청량읍 온산로 606)
- S-OIL 제일주유소 (울산광역시 울주군 청량읍 온산로 634)
- GS25 청량대로점 (울산광역시 울주군 청량읍 온산로 668)